# Глоссолалия в христианстве
Глоссола́лия (молитва на иных языках) в христианстве — особенное проявление глоссолалии, так называемое «говорение на языках», описанное в Новом Завете и снова получившее распространение в различных протестантских деноминациях с начала XX века.
С этого времени (чаще всего указывается 1906 год) вопрос «говорения на иных языках» начал вызывать живой интерес, обсуждение и разногласия среди широких кругов христианства. Во многих церквях споры по поводу отношения к данному феномену даже привели к расколу.
На сегодняшний день «говорение на иных языках» официально отвергается в одних деноминациях (преимущественно православие и баптизм) и практикуется в пятидесятнических, харизматических и неохаризматических движениях. Некоторые протестантские общины и отдельные верующие, принадлежащие различным конфессиям, чаще всего тайно, иногда открыто, придерживаются этой практики. В настоящее время глоссолалия продолжает быть предметом исследования, обсуждения и споров почти во всех христианских деноминациях.
Сторонники глоссолалии, как правило, учат, что «говорение на иных языках» является результатом крещения Святым Духом, пережитого ими однажды и позволяющего им в любой момент времени «говорить на иных языках, как Дух даёт провещевать» (Согласно Библии, где содержится целый ряд текстов об этом, один из текстов — в Книге Деяния Святых апостолов — Деян. 2:4). При этом, практикующие глоссолалию христиане утверждают, что крещения Святым Духом, происходившие в первых веках христианской эры, и крещения Духом, возобновившиеся в 1906 году, являются буквальным исполнением библейских пророчеств об излиянии «раннего» и «позднего» дождя (эти пророчества содержатся в Библии — в книгах пророков Иоиля, Захарии, Послании Иакова: Иоил. 2:23, Зах. 10:1, Иак. 5:7-8), где «ранний дождь» — это прообраз излияния Святого Духа на Раннюю Церковь, а «поздний дождь» — это прообраз излияния Святого Духа на Церковь последнего времени перед возвращением Иисуса Христа.
Разные противники глоссолалии несколько отлично друг от друга объясняют своё отрицательное отношение к пятидесятнической практике, однако все они, как правило, бывают едины в своём мнении, что современная глоссолалия не идентична явлению, описанному в Новом Завете.

## Общие сведения
Происходя от греческого слова «γλωσσολαλία», термин «глоссолалия» представляет собой соединение двух слов — «γλῶσσα» (язык) и «λᾰλέω» (говорить, возвещать, лепетать). Таким образом, в современном христианстве «глоссолалией» называется распространённая в разных церквях практика произнесения речи, которая совершенно бессмысленна для говорящего.
Несмотря на непонимание слов, произносимых на иных языках, в пятидесятнических и харизматических кругах этому явлению придаётся очень важное, если не ключевое значение. Ссылаясь на определённые места Писания, прежде всего, на библейскую книгу Деяния Святых апостолов, гл. 2, ст. 4, Евангелие от Марка, гл. 16, ст. 17 (и ряд других мест Писания), пятидесятники и харизматы учат, что прямым результатом говорения на языках является личное духовное назидание.
В 1967 году пятидесятническая практика проникла и в среду католической церкви, внутри которой образовалось движение, известное ныне, как «Католическое харизматическое обновление» (англ. Catholic Charismatic Renewal) со 160 миллионами членов. С этого времени «обновлённые католики», подобно харизматам, начали видеть в опыте крещения Святым Духом ключ к духовному объединению всех церквей в Единую Церковь, считая, что этот опыт призван пережить каждый христианин, независимо от принадлежности к той или иной деноминации. В этой связи слова «католик» и «харизмат» для некоторых людей, в определённом смысле, стали оксюмороном.
Противники глоссолалии, к числу которых относятся православие, баптизм и некоторые течения в протестантизме, дают различные объяснения говорению на иных языках. Так, одни противники глоссолалии считают, что пятидесятническая практика является самовнушительным бормотанием, или психическим отклонением. Согласно другой точке зрения, современная глоссолалия происходит «не от Бога», поскольку божественный дар разных языков, как предполагается, безвозвратно исчез приблизительно в IV веке (согласно свидетельствам отцов Церкви). Третья распространённая богословская концепция гласит, будто нынешние «пятидесятнические языки» не идентичны иным языкам, о которых свидетельствует Священное Писание. Помимо прочего, практически все противники глоссолалии убеждены в том, что христиане, ныне практикующие глоссолалию, используют «иные языки» не по назначению, в точности повторяя ошибку неправильного употребления дара, описанную в 14-й главе 1-го послания к Коринфянам.

## Глоссолалия в Библии
В Священном Писании содержится порядка 30 упоминаний об «иных», «разных», «незнакомых», а также «новых» языках. В Ветхом Завете единственное пророческое упоминание об иных языках находится в книге пророка Исаии 28:11, где предсказывается о «лепечущих устах» и «чужом языке» (Ис. 28:11). На данное пророчество в Новом Завете, говоря об иных языках, ссылается Апостол Павел, показывая тем самым, что предсказываемые Исаией «лепечущие уста» и «чужой язык» буквально исполнились в даре разных языков. Вслед за Исаией о возникновении сверхъестественного дара предрёк Иисус Христос. Прощаясь со Своими учениками в Евангелии от Марка 16:15-18, Иисус перечислил 5 сверхъестественных знамений, которые будут сопровождать проповедь Евангелия по всему миру. Среди прочих знамений Христос упомянул «новые языки» — «…будут говорить новыми языками…» (Мк. 16:17). Принято считать, что оба этих обетования, данных через пророка Исаию и через Иисуса Христа, исполнились спустя десять дней после вознесения Господня, в день Пятидесятницы, как об этом сказано во 2-й главе Деяний святых апостолов:

При наступлении дня Пятидесятницы все они были единодушно вместе. И внезапно сделался шум с неба, как бы от несущегося сильного ветра, и наполнил весь дом, где они находились. И явились им разделяющиеся языки, как бы огненные, и почили по одному на каждом из них. И исполнились все Духа Святого, и начали говорить на иных языках, как Дух давал им провещевать
— Деян. 2:1-4
После излияния Святого Духа в день Пятидесятницы, говорение на языках изображается также на примере семьи Корнилия (Деян. 10:44-46), учеников в Ефесе (Деян. 19:1-6) и коринфских христиан (1Кор. 14 гл.).

### С точки зрения практикующих глоссолалию
Прежде всего именно учение о крещении Святым Духом со знамением говорения на иных языках отличает пятидесятничество и харизматическое движение от прочих направлений в христианстве. В представлении пятидесятников и харизматов крещение Святым Духом, согласно Деян 2:4, 17-18, 38-39 и 1Кор. 12:13, предназначено для всех, без исключения, верующих, и, дар иных языков, как следствие, тоже. Данная точка зрения закрепляется некоторыми другими отрывками из Писания, где, по мнению сторонников этого учения, говорится, что дар иных языков имели все члены Ранней церкви — Деян. 2:4, 1Кор. 14:5, 1Кор. 14:26, 1Кор. 14:23, Мк. 16:17.
Учение о взаимосвязи крещения Святым Духом с говорением на иных языках базируется на основании тех мест Писания, где описывается внешнее состояние людей, переживавших духовный опыт. Таких примеров три: 120 ожидающих учеников Иисуса Христа в Иерусалимской горнице (Деян. 2:4), римский сотник Корнилий и его семья (Деян. 10:45-46), ученики Иоанна Крестителя в Ефесе (Деян. 19:6). Во всех упомянутых случаях крещение Святым Духом выражалось в говорении на иных языках. Ещё одним примером, лежащим в основе пятидесятнического учения, является библейское повествование о принятии Святого Духа христианами в городе Самария (Деян. 8:5-19). Несмотря на то, что в этом эпизоде о говорении на языках умалчивается, приверженцы пятидесятнической доктрины считают, что самарянские христиане, пережив крещение, всё же заговорили на иных языках, на что, по их мнению, ясно указывает язык повествования. Для обоснования этого мнения, как правило, выдвигаются два аргумента. Во-первых, об одном из персонажей в этой истории — о человеке по имени Симон — сказано, что он «увидел», что самаряне приняли Святого Духа (то есть, сошествие Духа на самарян выразилось в каком-то физическом знамении, которое было доступно органам чувств Симона). Во-вторых, Симон, будучи профессиональным колдуном, который «волхвовал и изумлял народ Самарийский», был настолько впечатлён произошедшим, что решил заплатить апостолам (предполагается, что это была не малая сумма) за получение способности самому производить точно такие же сверхъестественные проявления в людях, очевидцем которых он стал. Предполагается, что говорение на иных языках и было тем внешним знамением, которое произошло в момент излияния Святого Духа в Самарии и которое впечатлило колдуна.
Таким образом, в практикуемых глоссолалию церквях дар разных языков рассматривается не как особый дар, более необходимый по сравнению с другими духовными дарами, но как непременный результат обязательного для всех верующих духовного переживания — крещения Духом — посредством чего человек становится «храмом» Святого Духа.
Как правило, в пятидесятническом и харизматическом богословии дар разных языков, на основании 1Кор. 13:1, принято делить на две разновидности — «языки человеческие и ангельские» — каждая из которых имеет несколько отличающихся друг от друга применений. Считается, что «языки человеческие» включают в себя следующие два проявления:
- Говорение на иностранном языке, как Дух даёт провещевать — это пророческая речь, изрекаемая по внушению Святого Духа на языке, который неизвестен для произносящего, но является родным для слушателя. При этом, произносящий полностью зависим от Святого Духа, имея возможность говорить на чужом языке лишь так, «как Дух даёт провещевать» (Деян. 2:4-11). Как правило, данный тип языков принято обозначать выражением из 1Кор. 14:22, где это явление названо «знамением для неверующих».
- Иностранный язык, как дар — это, как предполагается, полученная от Бога способность говорить и проповедовать Евангелие на иностранном языке, которого верующий никогда не изучал. Сторонники глоссолалии, чаще всего, воспринимают данный тип разных языков как не имеющий обоснования в Библии. Тем не менее, о получении данной харизмы заявляли некоторые пятидесятнические проповедники; среди них Дмитрий Шатров (епископ петербургской церкви евангельских христиан в духе апостолов) утверждает о сверхъестественном обретении английского языка за одну ночь (через духовный опыт во сне)[11], а мексиканская миссионерка Анна Мендес утверждает, будто получила от Бога во владение английский, немецкий, французский и португальский языки. В то же время, американский проповедник Джоэл Тенни Joel Tenney заявляет, будто получал от Бога на короткое время (для произнесения проповеди) способность владеть и говорить африканским, арабским, испанским, армянским, сомалийским, лаосским языками[12]. Один из главных евангелистов "движения исцеления" - Роберт Шамбак - в своей книге "Чудеса" утверждает о "случае", когда он возложил руки для исцеления глухонемого, после чего последний, в течение нескольких минут, не только стал слышать и говорить, но и получил во владение английский язык[13].

В отличие от первой разновидности дара разных языков, речь, произнесённая «языками ангельскими», не может быть понята ни одним человеком, если толкование этой речи не будет сверхъестественным образом дано верующему. В понимании практикующих глоссолалию верующих, «ангельские» языки — это сверхъестественная речь Духа Святого, представляющая собой смесь совершенно разных иностранных, исторических и вымерших языков, а также «неизречённых воздыханий» Святого Духа (Рим. 8:26). Эта сверхъестественная речь имеет несколько назначений. Чаще всего принято выделять 4 цели, которые достигаются говорением на ангельских языках, для двух из которых требуется, чтобы инициатива исходила от человека, а для достижения двух других — от суверенной воли Духа Святого.
1. Языки, воспроизводящиеся по инициативе человека:
- «Молитвенные» языки (1Кор. 14:2, 1Кор. 14:4, 1Кор. 14:14, 1Кор. 14:15, 1Кор. 14:28, Иуд. 20; Еф. 6:18) — языки для личного назидания (для личной молитвенной жизни), посредством которых человек способен молиться в соответствии с Божьей Волей;
- Языки для пения (1Кор. 14:15) — языки, посредством которых человек способен петь, славить Бога.

2. Языки, воспроизводящиеся по инициативе Святого Духа:
- «Ходатайственные» языки (Рим. 8:26—28) — языки, посредством которых Дух Святой, при содействии верующего, ведёт ходатайственную молитву,  восполняя различные нужды в жизни человека и в Теле Христовом;
- «Пророческие» языки (1Кор. 14:5,13,27) — языки, посредством которых Дух Святой через одного человека изрекает послание от Бога, и Он же истолковывает это послание через этого же, или другого человека. Становятся «пророческими» лишь тогда, когда работают в концепции с даром истолкования. И в этом случае, совместное действие двух даров — языков и истолкования языков — эквивалентно дару пророчества.

### С точки зрения отвергающих глоссолалию
Возражения, выдвигающиеся против практикующих глоссолалию, различны. Тем не менее, среди них можно выделить несколько основных общих черт. Например, практически все противники глоссолалии отвергают теорию «ангельских языков», утверждая, что употреблённое апостолом Павлом выражение «ангельские языки» является не отдельной разновидностью дара иных языков, но лишь метафорой, усиливающей речь 13 главы послания к Коринфянам, в которой основное внимание сфокусировано на любви. Таким образом, противники глоссолалии считают, что иные языки, изображённые в Библии, представляли собой способность говорить лишь на определённом иностранном языке. Помимо опровержения «ангельских языков», оппоненты отрицают и то, что практикующие глоссолалию верующие способны произносить вдохновлённую Святым Духом речь на иностранных языках. По этому поводу православный священник Игорь Ефимов высказал следующее: «Дар языков представлял собою способность „славить“ (Деян. 2:4), „благодарить“ (1 Кор. 14:16) Бога, проповедовать в назидание слушающих на вполне конкретных исторических языках, как то подавал им Святой Дух. В наше время никто из пятидесятников не может продемонстрировать глоссолалию на каком-либо из известных языков, хотя почти каждый глубоко убеждён, что он носитель этой харизмы».
Большинство обвинений, выдвигаемых против пятидесятнической практики, возникают на основании 14-й главы Первого послания к Коринфянам, где автор послания — апостол Павел — упрекает коринфских христиан за неправильное употребление дара иных языков во время церковного богослужения. Принимая во внимание представленные в этой главе критические замечания, православная церковь и ряд протестантских конфессий учат, что дар иных языков представляет собой лишь «знамение для неверующих» (1Кор. 14:22). Под этим подразумевается, что иные языки могут правильно употребляться лишь в соответствии со 2-й главой Книги Деяний — то есть духовная речь либо должна произноситься в адрес неверующего человека на родном для него языке, или же она должна быть сверхъестественным образом истолкована (как правило, такой подход исключает возможность говорения на иных языках с целью личного назидания, что является распространённой практикой среди пятидесятников и харизматов)..
Согласно учению православной церкви, дар иных языков безвозвратно исчез приблизительно в 4-м веке (согласно свидетельствам святых отцов), исполнив тем самым пророческое высказывание Апостола Павла в 1Кор. 13:8, где сказано, что «языки умолкнут». Предполагается, что с тех пор по настоящее время говорение на иных языках больше не является внешним свидетельством крещения Святым Духом. По этому поводу блаженный Августин, живший в IV-V веках, писал: «Когда веровали люди, крестились, получали Святой Дух (в таинстве Руковозложения), тогда и говорили языками всех народов. Но ужели ныне не подаётся Святой Дух? Кто так думает, тот не достоин получить Его. Подаётся и ныне. Почему же никто не говорит языками всех народов, как говорил тогда всяк, кто исполнился Святым Духом? Почему? Потому что исполнилось уже то, что тем означалось. Что же исполнилось? То, что теперь Церковь великая, повсюду, от востока солнца до запада говорит языками всех народов. Дар языков в Апостольской Церкви для христиан служил первым и верным признаком, по которому можно было узнать чад Божиих, рождённых от Духа». Подобным образом Августин снова высказывается в своих «Проповедях по Иоанну»: «В ранние времена Святой Дух изливался на верующих, и они говорили на языках, которых не учили, ибо Дух давал им дар речи. Это были знаки, приуроченные ко времени. Потому что подобало, чтобы являлся этот знак Святого Духа на всех языках, чтобы засвидетельствовать, что Господне Евангелие будет проповедано на всех языках и во всех концах земли. Это было сделано для знамения, и это миновало».. Крещение Духом Святым в православии связывают с миропомазанием, совершаемом непосредственно после совершения таинства крещения.

## Распространение
Согласно анализу исследовательского центра «Pew Research», на 2011 год в мире насчитывалось около 279 млн пятидесятников и 305 млн харизматов (в совокупности 584 млн), многие из которых практикуют глоссолалию.. По оценке католического журнала «Catholic World Report», в 2013 году в мире числилось порядка 700 000 000 пятидесятнических и харизматических верующих, из которых около 160 млн были членами католической церкви (католики-харизматы). Некоторые исследователи полагают, что в наши дни харизматическое движение обновления является, возможно, наиболее быстро растущим сегментом внутри Христианской Церкви.
На сегодняшний день около восьми из десяти пятидесятников в мире проживают либо в Африке к югу от Сахары (44 %), либо в Северной и Южной Америке (37 %). Почти одна шестая пятидесятников (16 %) живут в Азии, и 1 % — в Океании.
В то же время, почти половина (49 %) всех харизматических христиан в мире находятся в Северной и Южной Америке, и около 30 % харизматов находятся в Азиатско-Тихоокеанском регионе.

### В протестантизме
В протестантизме практика говорения на иных языках официально признаётся только в пятидесятнических и неохаризматических церквях. Однако, с 1960-х годов, в результате харизматического движения, внутри ряда протестантских конфессий начали появляться общины, одобряющие пятидесятнический опыт крещения Святым Духом. В частности, движения харизматического обновления образовались внутри лютеранской, епископальной и англиканской церквей. А в баптистских, методистских, пресвитерианских и адвентистских церквях пятидесятнической практикой оказались затронуты лишь отдельные общины.

### В католицизме
В 1967 году харизматическое движение проникло в католическую церковь, где сформировало движение, известное сегодня как «Католическое харизматическое обновление». Это неденоминационное движение внутри католической церкви, которое включает в себя аспекты как католической, так и харизматической практики, будучи нацелено на личные отношения с Иисусом и на проявления даров Святого Духа.
Харизматический элемент в католической церкви рассматривается, как возвращение силы Святого Духа, которая имелась у первых христиан. Некоторые «обновлённые» католические общины проводят служения исцеления и евангелизации, где, по их мнению, проявляются чудеса, исцеления и присутствие Святого Духа. Католики-харизматы рассматривают проявление даров Святого Духа как результат личных отношений с Иисусом Христом. По наставлению Римско-католической церкви, католики-харизматы сотрудничают как с католическими, так и с некатолическими церковными общинами, с целью духовного экуменизма (сближения разных конфессий и их членов). Так, некоторые богословы католической церкви видят крещение Святым Духом в качестве средства, предназначенного Богом для установления «единства в Духе» между христианами разных деноминаций.

### В православии
С 1970-х годов некоторые православные общины оказались затронутыми движением харизматического обновления. Пятидесятнический опыт сюда привнёс священник греческих и сирийских приходов США архимандрит Евсевий Стефану. В 1973 году деятельность Стефану была официально одобрена архиепископом греческого епископата Северной и Южной Америки Иаковом с дозволением повсеместно проповедовать о дарах Святого Духа. Свою первую православную харизматическую общину «Логос» Евсевий основал в 1968 году, а центр святого Симеона в Дестине (штат Флорида) существует в его настоящем виде с 1989 года. С этого времени архимандрит Евсевий организовал ещё несколько «православных центров обновления» в Кении, Греции, на Кипре и в Австралии. Говоря о необходимости харизматического обновления Церкви, Стефану определяет его как своего рода «духовный экуменизм», выражающийся в единстве всех христиан, переживших опыт крещения Святым Духом. Как и лидеры католического харизматического обновления, Евсевий Стефану подчёркивает важную роль, которую играет в духовной жизни «возрождённого» верующего участие в Евхаристии. По признанию Стефану, крещение Святым Духом (в его пятидесятническом понимании) революционным образом изменило его жизнь и служение..
Также, в США существует «Харизматическая Православная Церковь», которую возглавляет бывший евангельский пастор Марк Керси (или Симеон Джон I). «Харизматическая Православная Церковь», центр которой располагается в штате Флорида, включает в себя около двадцати приходов (преимущественно в Соединённых Штатах), и рассматривает себя в качестве моста между православием и харизматическим миром. При этом, как с сожалением отмечает глава ХПЦ, Марк Керси, «в настоящее время ХПЦ не состоит в общении с традиционными православными юрисдикциями». Однако, он утверждает, что время от времени проповедует в православных приходах.
В харизматическом обновлении также приняли участие ряд священников из Антиохийской православной церкви. Здесь, в 1997 году должность епископа занял бывший пятидесятнический пастор и доктор православного богословия Верон Аш (Мар Инок). Тогда, принявшись за «обновленческую» деятельность, он стал архиепископом Индо-Сирийской Православной Церкви Святого Фомы (англ. Mar Thoma Orthodox Church) и деканом Православной Семинарии Святого Грегория во Фресно, (Калифорния). Кроме собственного прихода во Фресно (Калифорния) в его юрисдикцию входит ещё три прихода в США..
На пороге 2000-х годов «православное обновленчество» возникло и на территории стран СНГ. В 1996 году православный священник Сергей Журавлёв, будучи настоятелем Свято-Васильевской церкви Брянской области, пережил опыт крещения Святым Духом со знамением говорения на иных языках. Впоследствии он называл этот опыт «возвращением к Божьему Слову» и «личным пробуждением». В том же 1996 году он вышел из Московского Патриархата РПЦ «по идейным соображениям», а спустя несколько месяцев был обвинён в «ереси пятидесятнической» и отлучён от РПЦ. В 2002 году был рукоположён по благословению первоиерарха Апостольской Православной Церкви — митрополита Стефана (Линицкого) — и поставлен автокефальным архиепископом Киевским. До конца 2004 года нёс своё служение, главным образом, на территории Украины. C августа 2012 года он является предстоятелем «Реформаторской православной церкви Христа Спасителя», в состав которой входят: Румынская реформаторская православная церковь, Грузинская реформаторская православная церковь, Белорусская реформаторская православная церковь и Украинская реформаторская православная церковь. В настоящее время Сергей Журавлёв исполняет пасторское служение в храме Христа Спасителя во Львове (Украина) и время от времени совершает миссионерские поездки по различным реформаторским церквям России и Украины.

## История распространения в современной церкви
Принято выделять три «волны» распространения пятидесятнической практики в современной Церкви, или три так называемые «волны Святого Духа». Первая волна (пятидесятничество) возникла в 1906 году, когда в разных стран верующие из различных деноминаций (преимущественно евангельские христиане, методисты, баптисты, католики, лютеране) начали объединяться, образовывая пятидесятнические церкви. Вторая волна (харизматическое движение) поднялась в 1960-х годах, когда пятидесятнический опыт крещения Святым Духом со знамением говорения на иных языках нашёл признание и применение внутри наиболее традиционных церквей — в католической, лютеранской, епископальной, пресвитерианской, англиканской и др. В 80-х годах образовалась третья волна, которая, включив в себя своих предшественников и обретя внеденоминационный характер, нацелилась на распространение харизматического опыта (говорение языками, пророчества, исцеления, изгнание бесов и прочие дары Святого Духа) во всех христианских деноминациях и общинах, ещё не затронутых харизматическим движением. Приверженцев этой волны называют неохаризматами.

### Предыстория (библейская школа Чарльза Пархэма)
В октябре 1900 года молодой методистский служитель из США, Чарльз Фокс Пархэм, решил, что его религиозная жизнь нуждается в каких-то изменениях. Читая книгу Деяний апостолов и послания Павла, он сравнивал немощь своего служения с силой, отражённой в этих книгах. Он полагал, что христиане первого столетия обладали неким «секретом» силы, который, по прошествии столетий, оказался утраченным Церковью. Пархэм решил попытаться раскрыть этот секрет. Он рассудил, что для этого потребуется более глубокое и тщательное исследование Библии, чем то, которое он мог бы произвести в одиночку. В связи с этим, он намерялся открыть библейскую школу, где сам будет одновременно как преподавателем, так и одним из студентов. Поиски помещения, соответствующего финансовым возможностям, привели Чарльза в город Топика (штат Канзас). Здесь он арендовал большой недостроенный особняк, прозванный местными жителями «Причуда Стоуна».
Переехав в «Причуду Стоуна», Чарльз Пархэм объявил, что с радостью примет каждого, кто пожелает присоединиться к нему в деле изучения Нового Завета. Объявилось 40 учеников. Чарльз Пархем знал, в каком направлении должно вестись их исследование. На протяжении предшествующих пятидесяти лет многие протестанты обращали все возрастающее внимание на некий религиозный опыт, которое обычно имел место где-то после покаяния. Переживание это было конкретным, вплоть до того, что можно было определить день и час, когда оно происходило. Некоторые называли этот опыт «вторым действием благодати», другие — «вторым благословением», иные — «освящением». Но суть его всегда была одна — встреча и непосредственный контакт со Святым Духом. Служители католической, лютеранской, епископальной церквей учили, что в обряде конфирмации верующий получает некоторый особый дар силы, помогающий ему быть настоящим христианином. Но члены методистских церквей и церквей святости были убеждены, что конфирмация является лишь формальной религиозной церемонией, фактически не наделяющей человека силой Святого Духа. Методисты и «люди святости» учили, что обретение Святого Духа не есть переживание, которое происходит автоматически (то есть посредством обряда), но что его следует искать снова и снова, если нужно, до тех пор, пока христианин не будет совершенно точно знать, что он исполнен Святым Духом. Но как человек может быть уверен? Некоторые считали, что не существует непосредственного доказательства — Святого Духа человек принимает верой. Другие полагали, что признаком получения Духа является то, что молитва становится исполненной силы. Но эти критерии, по мнению Пархэма, были неопределёнными. Задача, которую поставил перед собой Чарльз Пархэм и его помощники, заключалась в том, чтобы обнаружить в Библии чёткий критерий, с которым можно было бы считаться.
Живя в библейской школе, студенты ежедневно молились и исследовали библейское учение о Святом Духе. В декабре Пархэм заявил о том, что должен уехать в трёхдневную поездку. Прежде чем покинуть Топику, он поручил своим ученикам прочитать Книгу Деяний, изучить каждый случай крещения Святым Духом и выяснить, существует ли для всех этих случаев что-то общее, какой-то общий знаменатель.
Вернувшись обратно по истечении трёх дней, Пархэм обнаружил, что школа гудит от возбуждения. Ученики, изучая заданную тему, независимо друг от друга пришли к одинаковому заключению — пять различных случаев крещения Святым Духом, описанных в Книге Деяний, так или иначе указывают на то, что духовный опыт проявлялся в одном и том же внешнем знамении — говорении на иных языках. И хотя это знамение упоминается только в трёх из этих случаев (Деян. 2:4, Деян. 10:44-46, Деян. 19:1:6), ученики сочли, что два других крещения, произошедших с самарянами и Павлом (Деян. 8:14-19; Деян. 9:17-18) также ознаменовались сверхъестественной речью на иных языках.
Выслушав учеников, Пархэм возразил относительно последних двух случаев. На это студенты ответили, что Павел имел дар языков, о чём он писал в 1Кор. 14:18: «Благодарю Бога моего: я более вас всех говорю языками». Поднимая вопрос о том, когда же Павел мог получить этот дар, студенты утверждали, что крещение Святым Духом, вероятнее всего, и было тем особым событием в жизни Павла, когда он получил впервые заговорил на иных языках. Перейдя к самарянам, студенты объяснили, во время принятия Святого Духа в Самарии волхв Симон так впечатлился увиденным, что был раскошелиться ради обретения способности совершать аналогичное чудо в своей колдовской практике. Ученики добавили, что это знамение очевидно было чем-то отличным от исцелений, изгнаний бесов и всего остального, что Симон видел раннее, пристально наблюдая за служением Филиппа.
Подъём товарищей передался, наконец, и Пархэму. Как результат, на следующее утро все ученики в «Причуде Стоуна» объединились в молитве о получении Святого Духа. Они молились всё утро и после полудня — весь день. В особняке стояла атмосфера ожидания, однако, солнце село, и ничего необычного так и не произошло. И вот, примерно в семь часов вечера — это было 31 декабря 1900 года — молодая студентка Агнесса Озман вспомнила, что многие случаи крещения Духом, описанные в Деяниях апостолов, осуществлялись через молитву с возложением рук. Обратившись к Пархэму, она попросила помолиться за себя подобным образом. Пархэм, поколебавшись в правильности этого метода, всё же решился с верой пойти на этот шаг. Когда он возложил руки на голову Озман, из её губ полились тихие звуки, которых понять не могли ни она, ни Пархэм. Впоследствии, описывая произошедшее, Чарльз Пархэм рассказывал:
:

Я едва произнёс три дюжины фраз, как слава сошла на неё (Озман), сияние как будто окружило её голову и лицо, и она начала говорить на китайском языке и не могла говорить по-английски три дня.
Пятидесятники оглядываются на эту дату — 19 часов, 31 декабря 1900 года — как на одну из исходных дат своей истории. Они указывают на неё как на первую со времён Ранней церкви, когда было взыскано крещение Святым Духом, когда говорения на языках ожидали как исходного доказательства крещения. В течение последующих трёх дней было множество крещений Святым Духом, каждое из которых было ознаменовано говорением на иных языках. 3 января сам Пархэм и двенадцать других служителей из различных деноминаций так же получили опыт говорения новыми языками.
В радостном возбуждении верующие строили планы миссионерской поездки, которая пронесла бы новую весть из Топики через всю страну вплоть до Канады. Однако, в конечном итоге они даже не выехали за пределы штата Канзас, в котором находились. Пархэма и его сторонников встретили явной, ничем не прикрытой враждебностью. Вскоре «Причуда Стоуна» была предназначена к продаже, ученики рассеялись, а Пархэм оказался без единомышленников и без средств.
Оставшись со своей женой, Чарльз Пархэм проповедовал сначала на углах улиц, а затем, в 1903 году, стал молиться за исцеление больных людей в курортном городе Эльдорадо-Спрингс (штат Миссури). Одной из посетительниц лечебно-оздоровительного курорта была незрячая женщина Мэри Артур, которая, как утверждается, полностью исцелилась по молитве Пархэма. Спустя несколько недель мисс Артур пригласила Пархэмов приехать в Галену и провести ряд служений в своём доме. Решение супругов принять приглашение приобрело историческое значение, поскольку именно в Галене сторонников Пархэма впервые стали называть «пятидесятниками». Как гласит история, уже через неделю гостиная в доме Артуров и палатка, поставленная рядом с домом, была полна больных людей, которые стекались в Галену за многие мили со всей округи. Вскоре
Пархэм арендовал старый склад на краю города, где обосновал церковь.
Здесь, в этой церкви-сарае, Чарльз Пархэм проповедовал «Полное Евангелие», подразумевая под этим, что Евангелие должно проповедоваться во всей своей полноте и целостности, ни опуская из виду ни языков, ни исцелений, ни каких-либо других благословений. Цинцинатская газета «Инквайр» дала следующее описание деятельности Пархэма: «Почти три месяца прошло с тех пор, как этот человек, приехал в Галену, и за это время он исцелил более тысячи людей и обратил в веру более 800… Здесь приверженцы этой проповеди переживают нечто, что они именуют „Пятидесятницей“, и что делает их способными говорить иностранными языками, — языками, с которыми они, когда не находились под действием этой силы, были совершенно не знакомы».
По прошествии трёх месяцев Пархэм покинул Галену, чтобы основать новую библейскую школу в городе Хьюстон (штат Техас). Именно в эту школу приходит студент, который станет затем ключевой фигурой в зарождении пятидесятнического движения. Этим студентом являлся рукоположённый афроамериканский служитель Уильям Джозеф Сеймур, принёсший пятидесятническую весть в Калифорнию (город Лос-Анджелес), где связал её с одним из знаменитых адресов в истории пятидесятничества: Азуза-стрит 312.

### Первая волна (пятидесятничество)
В 1906 году Уильям Сеймур поступил в новообразованную библейскую школу Чарльза Парэма в Хьюстоне (штат Техас). Действовавшие в то время законы сегрегации не позволяли чернокожему студенту находиться в одном классе с белыми; однако Чарльз Парэм разрешил поставить отдельную парту для Сеймура в холле, чтобы последний мог слушать лекции, через открытую дверь. В школе Сеймур знакомится с пятидесятнической доктриной крещения Святым Духом и практикой говорения на иных языках. Проведя в школе 6 недель, Сеймур принимает предложение стать пастором церкви в Лос-Анджелесе и покидает Хьюстон.
Уильям Сеймур прибыл в Лос-Анджелес 22 февраля 1906 года и через два дня произнёс свою первую проповедь в церкви движения святости, основанной Джулией Хатчинз. Однако, община не приняла его учения о «говорении на языках» и Сеймуру было запрещено далее проповедовать в церкви. Семья Эдварда Ли предложила Сеймуру свой дом для молитвенных встреч и вскоре в этом доме сложилась небольшая община. С конца февраля 1906 года группа стала собираться в более просторном доме Ричарда Асберри на Норт-Бонни-Брей-стрит. 9 апреля 1906 года первые прихожане новой церкви Эдвард Ли и Дженни Эванс Мур «заговорили на языках». Три дня спустя, 12 апреля 1906 года подобное «духовное крещение» получил и сам Уильям Сеймур.
Рост группы заставил верующих перебраться в здание старой Африканской методистской епископальной церкви по адресу Азуза-стрит 312. Это двухэтажное здание, располагавшееся в очень скромной части города, было некогда конюшней, но, пострадав от пожара, теперь было заброшено. Община наскоро отремонтировала здание и обставила его самодельной мебелью — скамьи были сколочены из досок и прибиты к пустым бочкам, кафедра была сделана из двух ящиков. Первое богослужение состоялось 15 апреля, в день Пасхи.
Критическая статья об этом богослужении, вышедшая 18 апреля 1906 года в газете «Лос-Анджелес Дэйли Таймс», совпала с разрушительным землетрясением в Сан-Франциско. Тысячи церковных трактатов, розданных сторонниками Сеймура и связавших эти два события, привлекли в здание миссии огромное количество любопытных зевак, репортёров и новых прихожан, ознаменовав начало пробуждения на Азуза-стрит.
В миссии на Азуза всё большее число посетителей изо дня в день переживало очень необычное и «новое» для церкви того времени явление — крещение Святым Духом с говорением на языках. Это загадочное явление привлекало внимание как различных церквей и их членов, так и внимание скептиков и светской прессы. Чтобы посмотреть, что происходит, люди приезжали в Лос-Анджелес из ближайших городов, со Среднего Запада, из Новой Англии, из Канады, Великобритании и других стран. Журналисты также приезжали из разных городов Америки, чтобы сделать обозрение «новой Пятидесятницы».
В продолжение трёх лет Уильям Сеймур проводил богослужения до трёх раз в день. В некоторых случаях служения длились без перерыва 24 часа. Иногда в воскресные дни в здании собирались более 800 человек и ещё 500 находились на улице у здания. За всё это время миссию на Азуза-стрит посетили тысячи людей; значительная часть из них пережили пятидесятнический опыт крещения Святым Духом и распространили его по всей Америке и за её пределами. К 1910 году под влиянием пробуждения на Азуза-стрит за рубеж отправились 185 пятидесятнических миссионеров.
В сентябре 1906 года по многочисленным просьбам Сеймур начал издавать газету под названием «Апостольская вера». За несколько месяцев список подписчиков достиг более чем 20 тысяч. В течение следующего года он возрос до 50 тыс. В марте 1907 года миссия на Азуза-стрит получила официальную государственную регистрацию под названием «Миссия апостольской веры».
В том же 1906 году, когда родилось пробуждение на Азуза-стрит, «Пятидесятница» проникла и в Европу. Сюда её впервые «привёз» вернувшийся из США норвежский пастор Томас Барротт. Принеся пятидесятническую весть к себе на Родину, Барротт сразу же приступил к утверждению пятидесятничества и в других странах Европы, за что впоследствии получил прозвище «апостол Европы». В 1907 году в деле распространения пятидесятничества в Европе к Томасу присоединяется баптистский пастор из Швеции по имени Леви Патрус; именно он создаёт в Стокгольме общину, которая через несколько лет становится крупнейшим пятидесятническим приходом в мире. Наряду с этим, распространением пятидесятничества активно занимались зарубежные миссионеры и пастора, посещавшие Азуза-стрит и затем увозящие «огонь» обратно в свои церкви. В самом же Лос-Анджелесе к концу 1906 года существовало уже 9 пятидесятнических общин. Таким образом, 1906 год стал точкой отсчёта как самого пятидесятнического движения, так и так называемой «первой волны Святого Духа».
Ключевым поворотным моментом в истории эволюции и распространения пятидесятнического движения стало начавшееся в 1946-м году "движение исцеления", благодаря которому пятидесятники заняли определённую нишу в обществе, начав использовать в своей проповеди элементы массовой культуры (прежде всего молодёжной). Основным посланием нового движения стала проповедь об исцелении верой, которая осуществлялась, порой, даже в крупнейших залах, аренах и палатках того времени (например, одним из главных лиц движения исцеления был Джек Коу, который проповедовал и молился за своих последователей в своей самой крупной переносной палатке в США вместимостью 22.000 человек).
Время спустя, стало очевидно, что движение исцеления породило не только крупнейшее миссионерское движение внутри пятидесятничества, но так же и привело к зарождению следующей "волны Святого Духа".

### Вторая волна (харизматическое движение)
Харизматическое движение, познакомившее верующих традиционных христианских конфессий с пятидесятническим опытом, появилось на свет в 1960-х годах. Человеком, приготовившим путь харизматическому движению, стал пятидесятнический служитель Дэвид дю Плесси (1905—1986). Именно он сыграл одну из ключевых ролей в зарождении как харизматического движения в целом, так и в возникновении харизматического движения внутри католической церкви.
В 1936 году к Давиду де Плесси в Иоганнесбурге наносит визит известный пятидесятник-целитель Смит Вигглсворд, с особым посланием: «Господь послал меня сказать тебе о том, что открыл мне сегодня утром. Традиционные церкви посетит пробуждение. Оно будет намного мощнее, нежели всё происходившее до сих пор… После этого Господь сказал мне, чтобы я предупредил тебя об этом, и что Он употребит тебя в этом движении. Ты сыграешь в нём большую роль».
В 1948 году Дэвид, в результате автокатастрофы, оказывается в больнице. Именно там, на больничной койке, он получает указание от Бога: «Пришло время исполниться пророчеству, сказанному тебе Смитом Вигглсвортом. Я хочу, чтобы ты пошёл к ответственным братьям церквей». Как гласит история, на следующий день Плесси становится полностью здоровым, и его выписывают из больницы. С этого времени начинается ознакомление и сотрудничество Дэвида дю Плесси с лидерами католической церкви. В частности, он входит в общение со Всемирным Советом Церквей, и его приглашают на экуменическую встречу — Всемирную конференцию международного миссионерского совета — запланированную на 1952 год в городе Виллингене (Германия). На этой экуменической встрече Дэвид Дю Плесси лично пообщался с 110 из 220 делегатов встречи, используя любую возможность рассказать им о пятидесятническом духовном опыте. Удивлённые появлением в своих рядах «разумного пятидесятника», участники совета стали называть Дю Плесси «Мистер Пятидесятница».
Позже Дэвид дю Плесси был снова приглашён на заседание Всемирного Совета Церквей в 1954 и в 1961 годах, где он говорил о Духе Святом «с каждым служителем, будь он епископ, архиепископ, или кто-то другой» и рассказывал делегатам конференции об опыте крещения Святым Духом через Иисуса.
В 1956 году дю Плесси пригласили в Коннектикут (США), где он выступил с речью перед собранием церковных руководителей со всей Америки и рассказал им об опыте Пятидесятницы и пятидесятническом движении. В последующие годы дю Плесси использовал любую возможность для проповеди о пятидесятническом опыте перед католиками, пресвитерианами, епископалами и др..
На пороге 60-х годов с Дэвидом дю Плесси знакомится священник епископальной церкви Деннис Беннет — именно с этим именем связано непосредственное начало харизматического движения. Деннис впервые близко столкнулся с феноменом пятидесятничества в 1959 году, когда некоторые члены его общины получили «крещение Духом» и начали говорить на языках. Несколько позже, увлечённый энтузиазмом этих прихожан, он также начал стремиться к реальному духовному опыту и в конце концов разрешает «крещённым Духом» возложить на него руки. За этим последовало следующее: «Я молился вслух, должно быть минут двадцать… и хотел было уже закончить молитву, как вдруг произошло нечто довольно странное. Язык мой запнулся будто при скороговорке, и я стал говорить на каком-то новом языке… Динамика нового языка была полностью под моим контролем: говорил ли я или нет, говорил ли я громко или тихо, быстро или медленно, высоким тоном или низким. Единственное, что происходило помимо моей воли, так это сами изливающиеся звуки и слова».
Рождение харизматического движения датируют 3 апреля 1960 года. В то воскресенье Беннет, отложив в сторону подготовленную проповедь, впервые открыто рассказал своей общине о том, что испытал. Это произвело среди членов общины большое замешательство, которое в конце концов привело к смещению Беннета. В следующие недели об этом появились сообщения в местных газетах, а телевидение подготовило передачу, в которой Деннис молился на языках, и примерно миллион телезрителей увидели это собственными глазами. Передача вызвала целый поток вопросов и приглашений, и скоро Деннис Беннет стал отцом харизматического движения, которое начало быстро распространяться благодаря его многочисленным поездкам.
Зародившись в епископальной церкви, харизматическое движение в скором времени распространилось и на католическую церковь. В 1964 году коллега Денниса Беннета, Дэвид дю Плесси, принял приглашение Ватикана приехать в Рим и участвовать во Втором Ватиканском соборе. Во время торжественного богослужения в базилике св. Петра он почувствовал «что эти важнейшие в истории Церкви мгновения пронизаны свежим дуновением Святого Духа». Позднее он рассказывал: «Здесь присутствовало 2200 епископов, 800 богословов, 3000 католических лидеров. И Господь сказал мне: „Ныне пред тобой собраны все предводители католического мира!“ Со всеми поговорить я не мог, но многие подходили ко мне, и я имел возможность видеть действие Святого Духа». Впоследствии Дэвид дю Плесси был избран консультантом Ватиканского секретариата по достижению христианского единства и сопредседателем Международного католическо-пятидесятнического диалога. Он стал первым пятидесятником, получившим аудиенцию у римских пап — Иоанна XXIII, Павла VI, Иоанна Павла II.
Через несколько лет, в 1967 году, «Пятидесятница» проникает в католическую церковь, где начинает распространяться наиболее быстрыми темпами. Харизматическое движение внутри католической церкви зародилось в Дуквенском университете (Duquesne university) в городе Питтсбург (США, штат Пенсильвания). Весной 1966 года два профессора богословия, Ральф Кифер и Билл Стори, желая видеть личное и непосредственное участие Духа Святого в жизнедеятельности церкви (как, по их мнению, это изображено в Книге Деяний), принимают соглашение ежедневно молиться о большем излиянии Святого Духа в своих жизнях. В августе того же года они участвуют в съезде католического миссионерского движения Cursillo в городе Саут-Бенд, где организаторы встречи предлагают им к прочтению две популярные пятидесятнические книги — «Крест и нож» Дэвида Вилкерсона и «Они говорят на языках» Джона Шерилла. Обе книги содержат информацию об опыте крещения Святым Духом и о благословениях, следующих из этим переживанием. Ознакомившись с этими трудами, Ральф Кифер и Билл Стори почувствовали неполноценность своей духовной жизни и нужду в переживании того, что пятидесятнические авторы называли «крещением Святым Духом». Поняв теперь, за что именно им следует молиться Богу, они с новым воодушевлением изо дня в день просят Бога крестить их Духом Святым, и вскоре, желая получить больше разъяснений, они ищут контакта с пятидесятниками. Узнавая об этом, епископальный священник Уильям Льюис предлагает католическим профессорам посетить межконфессиональное харизматическое молитвенное собрание «Chapel Hill» («молитвенная гора») в доме пресвитерианки мисс Флоренс Додж. Получая приглашение на 13 января, четверо преподавателей Дуквенского университета — Ральф Кифер и его жена Бобби, Билл Стори и Патрик Буржуа — посещают молитвенное собрание с целью побольше разузнать из первых рук о переживании «личной Пятидесятницы»
В этот день, 13 января 1967 года, члены молитвенной группы предлагают католическим преподавателям совершить над ними молитву о принятии Святого Духа с возложением рук (по примеру Писания), однако никто из них не соглашается, так как для католических верующих оказывается чуждым представление о том, что на них могут возложить руки люди, которые не являются католиками и не имеют соответствующего духовного сана. Несмотря на то, что все четверо гостей отказались от возложения рук, профессор истории Ральф Кифер не желал смиряться с мыслью, что покинет собрание, так и не пережив крещения Святым Духом; он сказал: «Я не уйду, пока не получу это».
Тогда члены молитвенной группы согласились молиться о духовном крещении Ральфа Кифера без возложения рук, однако внешнего признака крещения Святым Духом — говорения языками — за этим не последовало. В конечном итоге все четверо католиков покинули встречу, так и не пережив ничего нового. Последующие дни Ральф Кифер и Патрик Буржуа провели в размышлении над состоявшейся встречей, будучи с одной стороны настороженными «нетрадиционностью» молитвенной группы, с другой стороны — впечатлёнными глубокой верой харизматических верующих и их буквальным подходом к толкованию Писания. Буржуа рассказывал, что он покинул первую встречу с осознанием того, что эти люди «попробовали на вкус нечто особенное из христианской жизни», и что всё это напомнило ему книгу «Крест и нож» Дэвида Вилкерсона. По словам Кифера, после встречи он испытал столкновение с неким психологическим барьером, но в конечном итоге перешагнул через него. Результатом продолжительных размышлений становится то, что на следующей неделе Ральф Кифер и Патрик Буржуа наносят повторный визит на «молитвенную гору» в дом мисс Флоренс Додж, будучи на сей раз готовыми к тому, что на них возложат руки «рядовые» верующие из «чужих» деноминаций.
20 января 1967 года члены харизматической молитвенной группы, в ответ на просьбу католических верующих, возложили руки на каждого человека в отдельности с молитвой о принятии Святого Духа. Тогда наконец католические преподаватели пережили то, о чём, как они говорят, молились «весь год, каждый день». Оглядываясь на этот эпизод, Ральф Кифер вспоминает: «Они просто попросили меня совершить акт веры, чтобы сила Святого Духа работала во мне. Я молился на языках довольно быстро…. Я чувствовал некое умиротворение, в конце концов молитвенное умиротворение. И, по правде говоря, мне было любопытно, к чему это всё приведёт. Я не мог понять, почему этот харизматичный феномен не встречается чаще, чем можно было бы ожидать. Кажется, что это и могло быть тем, что недоставало новозаветному христианству».
Вернувшись с молитвенного собрания, «обновлённые» католики через возложение рук передают свой новый опыт присутствовавшим на первой встрече Биллу Стори и Бобби Кифер, а несколькими днями позже — и некоторым другим преподавателям Дуквенса. На тот момент предметом изучения в университете являлась Нагорная проповедь Иисуса Христа, однако, в связи с последними событиями, курс обучения был изменён, и студентам было поручено посвятить время молитве и изучению книги «Крест и нож» Дэвида Вилкерсона и первых четырёх глав Книги Деяний.
Спустя несколько недель, 17-19 февраля 1967 года, в истории католической церкви наступают дни, известные как «Дуквенские выходные» (именно эти дни считаются началом харизматического движения в католической церкви). 17 февраля около 25 студентов вместе с преподавателями уединяются для молитвы о сошествии Святого Духа. В субботу 18 февраля католических верующих навещает член харизматической группы «молитвенная гора» с проповедью на тему второй главы книги Деяний, и вечером того же дня студенты, независимо друг от друга, переживают крещение Святым Духом со знамением говорения на иных языках (позже также сообщалось о проявлении таких харизматических даров, как исцеление, пророчество и различение духов). В результате продолжающейся до конца выходных «Пятидесятницы», крещение Святым Духом пережили около 25 студентов (в основном без возложения рук).
Как говорят, новости об этом событии распространялись со скоростью лесного пожара. Уже через несколько недель, 5 марта, из Дуквенского университета в Питтсбурге «пробуждение» было занесено в католический университет Нотр-Дам в городе Саусбенде (штат Индиана), который поддерживал дружеские связи с Дуквесном, а затем — в Мичиганский государственный университет. Из этих очагов «огонь» стремительно начал распространяться по разным штатам Америки и в Канаде. Спустя пять лет в США было зарегистрировано более пятисот католических харизматических молитвенных групп. В них присутствовали многие священники и члены монашеских орденов — иезуиты и францисканцы. Центром католиков-харизматов становится Нотр-Дам, где начинают ежегодно проходить встречи движения за харизматическое обновление католической церкви.

## Глоссолалия в промежутке между первыми веками и XX столетием
В промежутке между первыми веками и XX столетием исторические данные свидетельствуют о языках, как о явлении кратковременном и локальном. Один из исследователей глоссолалии, Джон Шерил, сравнивая редкие промежуточные проявления глоссолалии в средних веках с пятидесятническим пробуждением в 20-м столетии, писал: «Разница между этими эпизодическими проявлениями языков и пятидесятническим движением, которое началось в двадцатом веке, вероятно, в том, что до Чарльза Пархэма и его библейской школы в „Причуде Стоуна“ никто не придавал языкам никакого значения. Говорение языками оставалось изолированным, случайным, незамеченным».
Имеются сведения, что в IV веке святой Пахомий, который основал первый христианский монастырь, мог говорить по-гречески и по-латыни, хотя не знал ни того, ни другого языка. Об этой таинственной способности говорить на незнакомом языке вновь сообщается в XII веке, когда её, по-видимому, получает католическая монахиня Хильдегарда Бингенская. В XIV веке практиковал глоссолалию католический миссионер Викентий Феррер, а в XVI веке — Франциск Ксаверий, который был одним из первых иезуитов-миссионеров, проповедовавших среди индусов и японцев.
В пост-реформаторский период говорение на языках становится более распространённым явлением, и появляются в таких религиозных группах в христианстве, как вальденсы, янсенисты, гегеноты, квакеры, методисты и др.. «Когда мы предстояли пред Господом», — писал У. С. Брейсвейт, описывая раннее собрание квакеров. — «Мы часто получали Духа, изливающегося на нас… и… говорили новыми языками».
Ещё чаще о практике говорения на языках упоминают исторические источники XIX века:
- 1830 г., Шотландия — Мэри Кэмпбелл, молодая девушка из Ферникэрри, собирается стать миссионером. Однажды вечером, молясь с группой друзей, мисс Кэмпбелл начинает говорить на незнакомом ей языке. Она предполагает сначала, что это тот язык, который поможет ей в её миссионерской работе, но так и не может определить, какой именно это язык.
- 1834 г., Великобритания — Молодой лондонский служитель пресвитерианской церкви, Эдвард Ирвинг, обнаруживает в своей церкви глоссолалию и одобряет её.
- 1854 г., США — Некий В. П. Симмонс сообщает о глоссолалии в Новой Англии: «В 1854 году от Рождества Христова церковный старейшина Ф. Г. Мэтьюсон говорил языками, а старейшина Эдвард Бёрнхэм истолковывал его речь».
- 1855-е годы, Россия — Сообщается о пятидесятнических проявлениях в греческой православной церкви в глубине царской России.
- 1873 г., Великобритания — Языки возникают по следам проповеднических поездок Дуайта Л. Муди. «Когда я добрался до места, — пишет Роберт Бойд после посещения Муди Санклерленда (Англия) — собрание было в возбуждении. Молодые люди говорили языками и пророчествовали. Что бы это значило?! Только то, что в этот день им проповедовал Муди».
- 1875 г., США — Р. Б. Свен, пастор вг. Провиденс, пишет: «В 1875 году наш Господь начал изливать на нас Своего Духа: мы с женой, а также некоторые другие, начали произносить некоторые слова на незнакомом языке».
- 1879 г., США — В Арканзасе на языках говорит В. Джетро Уолтелл. Впоследствии он свидетельствует: «Я ничего не знал о Библейском учении о крещении Духом или говорении на языках».
- 1880 г., Армения — Среди армянских пресвитериан в Кара-Кала идёт пятидесятническое пробуждение с говорением на языках.
- 1880 г., Швейцария — Мария Герберт отмечает, что в момент особой радости, которую она характеризует как «подчинение моего беспокойного сердца Духу», она пела духовные песнопения на языке, которого никогда не знала. Впоследствии Мария приезжает в Америку, совершенно не умея говорить по-английски. Однажды, во время молитвы за больного друга, её речь, к бесконечному изумлению их обоих, оказалась безупречно произнесённой английскими словами.
- 1890 г., США — во время семимесячного семинара в городе Сент-Луисе (штат Миссури) люди заговорили на различных языках. «Одна сестра пела по-гречески, по-латыни, другая говорила на восьми языках», — писала очевидица этих событий Вудвар Эдварс.
- 1890-е годы, США — в горных районах штата Северная Каролина члены маленькой баптистской общины в Кэми-Крик начали совершенно независимо от других групп говорить на языках. Считается, что они никогда до этого не имели контактов с людьми, говорящими на языках, и фактически они даже не знали, что такое явление существует.
- В 1895 году в одной из методистских церквей США в штате Западная Вирджиния произошло то, чему впоследствии участник случившегося дал следующее описание: «Когда мы молились у себя в комнате, внезапно Мы почувствовали порыв сильного ветра. К огромному удивлению, мы увидели языки пламени над головами каждого молившегося человека. Это событие потрясло нас. Мы обратили внимание на то, что восхваляем Бога на незнакомых языках которые никто из нас не языках которые никто из нас не понимал…» [46]
- 1896 г., США — в методистской церкви «Церковь Божья» (в штате Теннесси) в результате усиленных молений в общине начались внезапные крещения Святым Духом. Это было воспринято как ниспосланное Богом чудо, наподобие того, что было в день Пятидесятницы. Проповедники из общины Сперлинга и Брианта разнесли весть о чуде и в другие штаты, и за пределы страны.
- Кроме того, на пороге XX века в Соединённых Штатах практика говорения языками возникает в «Церкви Божьей», основанной Д. С. Варнером в 1880 году, и в негритянской общине «Объединённая святая церковь Америки», основанной Н. С. Релайгом в 1886 году. Затем, в 1895 году глоссолалия получает распространение в общине «крещённые огнём», а несколькими годами позже — в Уэльском пробуждении на евангелизационных собраниях Эвана Робертса.
- Параллельно с распространением глоссолалии в США в конце XIX века, в Индии члены трезвого и рассудительного Миссионерского Общества Великобритании были изумлены, когда шестнадцатилетняя индийская девушка заговорила на языке, которого никто не мог определить. Она говорила на этом языке всякий раз, когда молилась. По этому поводу проходила консультация с каноником кафедрального собора в Боливии; он пригласил друзей помолиться с девушкой в надежде, что найдётся кто-нибудь, кто поймёт язык. Наконец такой человек нашёлся; язык, как он сообщил, был арабский. При этом молитвы, которые она возносила, были об охране церкви в Ливии — стране, о которой насколько всем было известно, она никогда не слышала. Теперь и другие христиане в Индии стали переживать говорение на незнакомых языках, и вскоре началось и шло полным ходом вполне основательное пробуждение.[1][47][48][49][50]

### Глоссолалия среди молокан России в 19-м веке
В 19-м веке большое количество молокан России переживали опыт глоссолалии ещё до начала традиционного пятидесятнического пробуждения. Согласно повествованию книги «Самые счастливые люди на Земле» число так называемых «молокан-прыгунов» составляло около ста тысяч. Автор повествования - Демос Шакарян - рассказывает о своих предках, которые, как и о всё население армянского села Кара-Кала, совершили путешествие в один конец в неизвестный для них город Лос-Анджелес. В качестве причины массовой миграции "Кара-Калы" в другую страну автор повествования приводит лишь одно объяснение — автор уверяет, что молокане передали им пророческое предостережение о надвигающемся геноциде армян.
Особым образом автор описывает то удивление, когда армянские мигранты уже в Лос-Анджелесе обнаружили собрание верующих на Азуза-стрит, где, оказывается, тоже практиковалось говорение на иных языках:
«Однажды случилось нечто весьма приятное. Случилось, что дедушка со своим шурином Магардичем Мушеганом, (с тем, который предсказал рождение Исаака), шли в Лос Анжелосе по улице Сан Педро в поисках работы в платных конюшнях. Проходя мимо улицы Азуза они внезапно остановились. Вместе с запахом лошадей и упряжи они услыхали ясные звуки голосов, славящих Бога на "языках". До этого они даже не слыхали, чтобы в Соединенных Штатах были люди, поклоняющиеся Богу, как они.
Они быстро направились к перестроенной конюшне, откуда доносились звуки и постучали в дверь. К этому времени дедушка уже знал несколько английских слов.
"Можем ли мы войти?" Спросил дед. "Конечно!" Дверь широко отворилась. Затем последовали объятия, поднятие рук к Богу с благодарением, пение и славословие Бога.
Дедушка и Магардич вернулись на Бостонскую улицу с вестью, что пятидесятница пришла через море даже в эту далекую землю. Никто не знал в то время, что улица Азуза станет славным именем.
Здесь в этой отремонтированной конюшне шло пробуждение, которое даст вспышку проявлению духовных даров в разных местах света. В этой новой группе верующих дедушка видел подтверждение Божьего обетования сделать что-то новое в прекрасной Калифорнии»